# Таун-н-Кантрі (Флорида)
Таун-н-Кантрі (англ. Town 'n' Country) — переписна місцевість (CDP) в США, в окрузі Гіллсборо штату Флорида. Населення — 85 951 особа (2020).

## Географія
Таун-н-Кантрі розташований за координатами 28°0′37″ пн. ш. 82°34′38″ зх. д. / 28.01028° пн. ш. 82.57722° зх. д. (28.010228, -82.577167).  За даними Бюро перепису населення США в 2010 році переписна місцевість мала площу 62,51 км², з яких 57,27 км² — суходіл та 5,24 км² — водойми.

## Демографія
Згідно з переписом 2010 року, у переписній місцевості мешкали 78 442 особи в 30 417 домогосподарствах у складі 19 676 родин. Густота населення становила 1255 осіб/км².  Було 33677 помешкань (539/км²).
Расовий склад населення:
| - 76,0 % — білих - 9,7 % — чорних або афроамериканців - 4,1 % — азіатів - 0,4 % — корінних американців - 0,1 % — вихідців з тихоокеанських островів - 6,1 % — осіб інших рас |

До двох чи більше рас належало 3,7 %. Частка іспаномовних становила 43,8 % від усіх жителів.
За віковим діапазоном населення розподілялося таким чином: 22,2 % — особи молодші 18 років, 66,2 % — особи у віці 18—64 років, 11,6 % — особи у віці 65 років та старші. Медіана віку мешканця становила 37,2 року. На 100 осіб жіночої статі у переписній місцевості припадало 95,1 чоловіків;  на 100 жінок у віці від 18 років та старших — 92,3 чоловіків також старших 18 років.
Середній дохід на одне домашнє господарство  становив 64 308 доларів США (медіана — 49 559), а середній дохід на одну сім'ю — 71 357 доларів (медіана — 54 644). Медіана доходів становила 39 453 долари для чоловіків та 36 374 долари для жінок. За межею бідності перебувало 15,7 % осіб, у тому числі 25,4 % дітей у віці до 18 років та 11,9 % осіб у віці 65 років та старших.
Цивільне працевлаштоване населення становило 41 764 особи. Основні галузі зайнятості: освіта, охорона здоров'я та соціальна допомога — 20,1 %, науковці, спеціалісти, менеджери — 13,5 %, роздрібна торгівля — 13,2 %.